# Златопілля

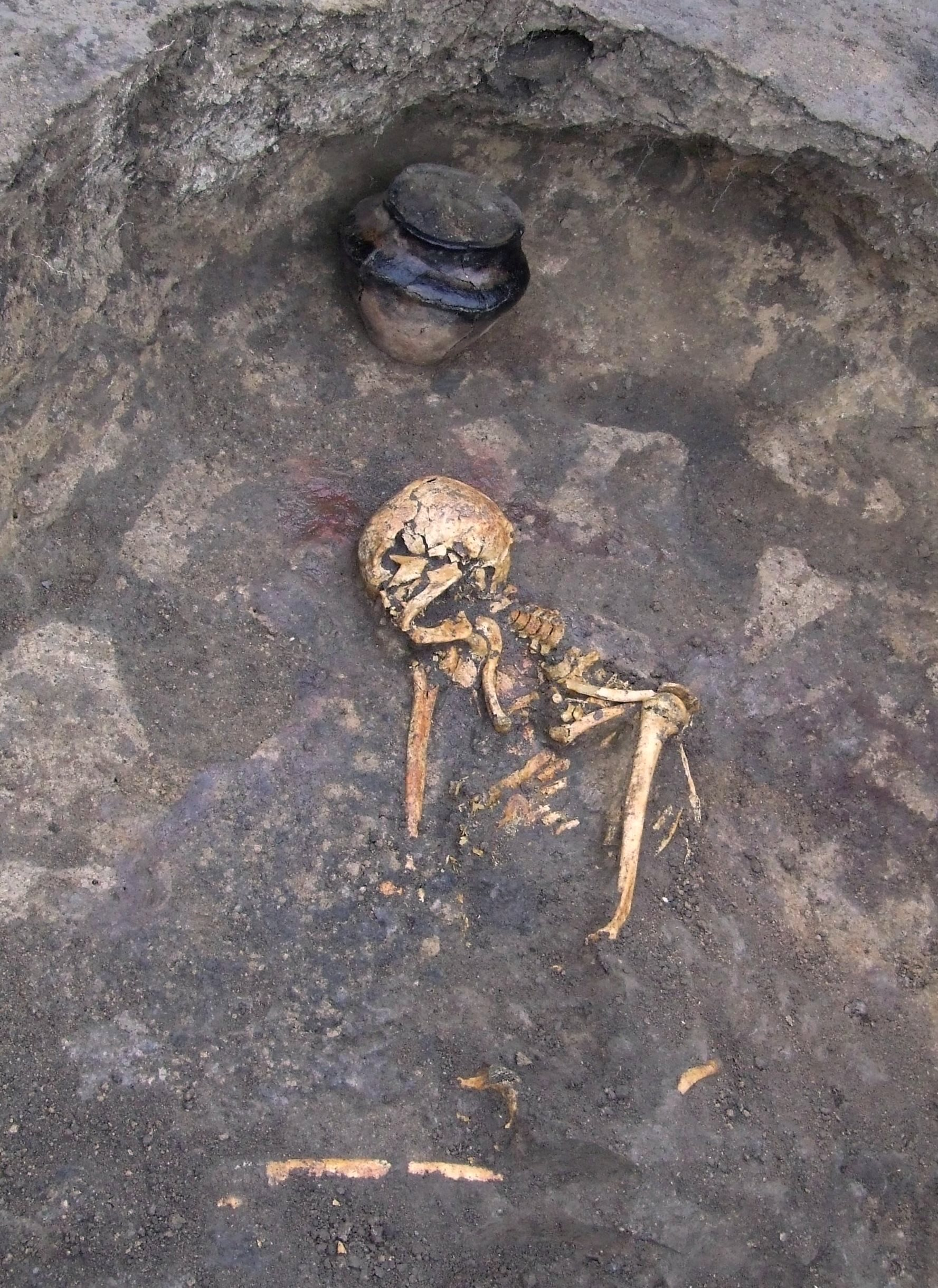
Поховання катакомбної культури з ритуальною посудиною (III – II тис. до н.е.), відкрите поблизу Златопілля Кропивницькою охоронною археологічною експедицією (2019 р.)

Златопілля (до 2016 року — Свердлове) — село в Україні, у Кетрисанівській сільській громаді Бобринецький район Кропивницького району Кіровоградської області. Населення становить 701 особу. Колишній центр Златопільської сільської ради.

## Населення
Згідно з переписом УРСР 1989 року чисельність наявного населення села становила 765 осіб, з яких 355 чоловіків та 410 жінок.
За переписом населення України 2001 року в селі мешкали 693 особи.

### Мова
Розподіл населення за рідною мовою за даними перепису 2001 року:
| Мова       | Відсоток |
| ---------- | -------- |
| українська | 95,86 %  |
| російська  | 2,28 %   |
| вірменська | 1,00 %   |
| молдовська | 0,57 %   |
| білоруська | 0,29 %   |